# ГЕС Брілліант
ГЕС Брілліант — гідроелектростанція на південному заході Канади у провінції Британська Колумбія. Знаходячись після ГЕС Кутеней-Канал та ГЕС South Slocan, становить нижній ступінь каскаду на річці Кутеней, лівій притоці Колумбії (має устя на узбережжі Тихого океану на межі штатів Вашингтон та Орегон).
Будівництво станції відбувалось під час Другої світової війни на тлі високого попиту на кольорові метали, виробництво яких потребувало великої кількості електроенергії. При цьому 60% робочої сили становили представники релігійної общини духоборів, звільнені від військової служби. В межах проекту річку перекрили бетонною гравітаційною греблею висотою 43 метри та довжиною 190 метрів, яка утримує витягнуте по долині на 18 км водосховище з площею поверхні 5,5 км2 та незначним припустимим коливанням рівня поверхні у операційному режимі між позначками 449 та 450,2 метра НРМ (масимальний рівень води у сховищі може сягати 451,1 метра НРМ).
Пригреблевий машинний зал обладнали чотирма турбінами типу Френсіс, дві з яких стали до ладу в 1944-му, а ще по одній – у 1949-му та 1967-му. Первісно вони мали загальну потужність у 130 МВт, а після модернізації в 2000-х роках цей показник досягнув 145 МВт. Обладнання використовує напір у 28 метрів.
В 2003-2007 роках на лівобережжі за пару сотень метрів від греблі спорудили другий машинний зал, обладнаний однією турбіною типу Каплан потужністю 120 МВт.
Проект тривалий час належав Consolidated Mining and Smelting Company of Canada Limited, котра використовувала його продукцію для свого комбінату у Трейлі (виробляє свинець і цинк). У 1996-му Columbia Power та Columbia Basin Trust викупили по 50% участі у станції.